# Léon Spariat

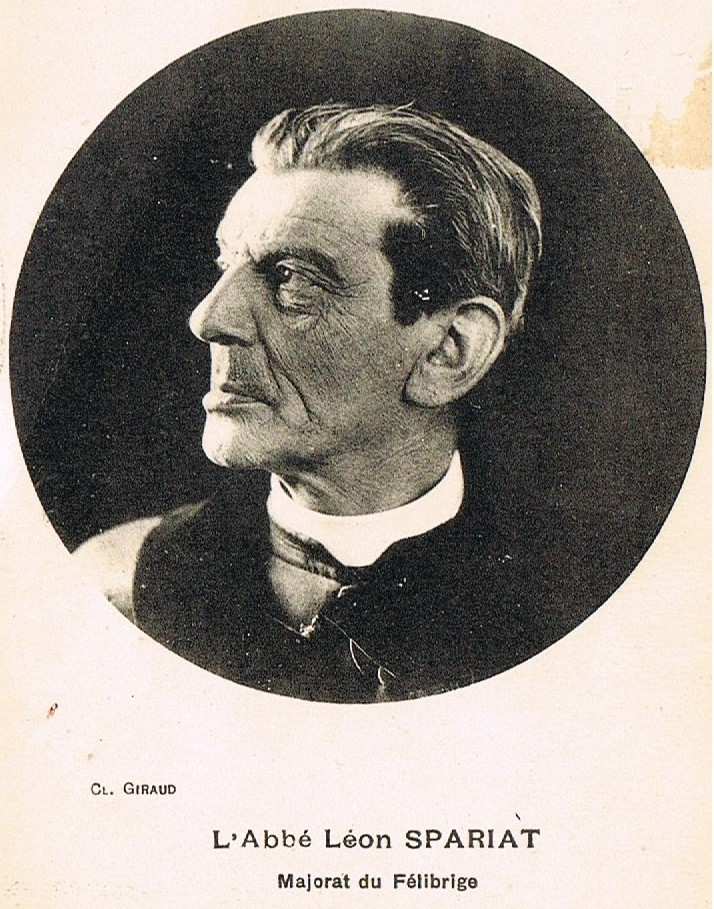
Abbé Léon Spariat (um 1930)

Léon Spariat (auch: Léon Espariat; * 18. August 1861 in Roumoules; † 26. April  1936 in Pierrefeu-du-Var) war ein französischer römisch-katholischer Geistlicher und Dichter okzitanischer Sprache.

## Leben und Werk
Léon Spariat wuchs ohne die verstorbene Mutter bei seinem Vater in Toulon in einem provenzalischsprachigen Handwerker-Milieu auf. Er besuchte die Schule für angehende Priester (Petit Séminaire) in Grasse und ab 1880 das Priesterseminar in Fréjus. 1885 wurde er zum Priester geweiht und amtierte in Le Bourguet, Les Rouvières (heute:  Saint-Julien) und Aups, dann als Pfarrer in Pourcieux und in Le Plan-de-la-Tour. Ab 1908 betreute er die Arbeiter des Schiffsbaus in Saint-Mandrier-sur-Mer und Toulon und leitete von 1918 bis 1923 den Cercle catholique des ouvriers. Zuletzt war er Pfarrer in Pierrefeu-du-Var.
Spariat kam schon früh mit dem Félibrige in Berührung und dichtete selbst in provenzalischer Sprache. Nach dem Vorbild von Xavier de Fourvières predigte er auf Provenzalisch. 1898 wurde er auf dem Sitz Cigalo de Marsiho Majoral (Akademiemitglied) des Félibrige. Im selben Jahr gründete er in Toulon die Feliberschule Escolo de la Targo. Er war seit 1914 Mitglied der Académie du Var. Nach dem Urteil von Lafont/Anatole 1970 ist sein tragikomisches Epos Lou Sant-Aloi de Broussinet nicht ohne Verve.
In Fréjus ist eine Straße nach ihm benannt. Sein Heimatort Roumoules gab ihrer Mediathek seinen Namen. In den meisten Kirchen, in denen er wirkte, befinden sich Gedenktafeln. In Forcalquier trägt eine Schule seinen Namen.

## Werke (Auswahl)
- Lou Sant-Aloi de Broussinet. Poème tragi-comique en sept chants. P. Ruat, Marseille 1898. Sextia, Aix-en-Provence 1926. (Vorwort von Frédéric Mistral)
- La cigale. Poème provençal. J. Roumanille, Avignon 1916. (zweisprachig)
- La mission de Lauris-sur-Durance = La messioun de Làuris-de-Durènço. 1909. C. Roux, Vaison-la-Romaine 1910.